# Владислав Каћански
Владислав Каћански (Нови Сад, 3. јун 1950 — Нови Сад, 15. октобар 2006) био је српски позоришни и филмски глумац.

## Биографија
Каћански је рођен 3. јуна 1950. у Новом Саду. Завршио је Гимназију Јован Јовановић Змај у Новом Саду, Вишу комерцијалну школу, а 1977. године дипломирао је на Факултету драмских уметности у Београду.
Од 1977. године стални је члан ансамбла драме Српског народног позоришта у Новом Саду, где као првак драме остаје до краја свог живота. Глумио је у великом броју позоришних представа, на филму и телевизији.
Био директор драме СНП-а.
Преминуо је 15. октобра 2006. године, у Новом Саду. Своју последњу улогу и последњу представу „Наход Симеон“ одиграо је септембра 2006. године.
Отац позоришног редитеља Марка Каћанског.

## Неке улоге у позоришту
- Сава Савић, Бранислав Нушић, „Протекција“, режија Д. Станкоски;
- Рајко Певац, Душан Ковачевић, „Свети Георгије убива аждаху“, режија Егон Савин;
- Шербулић, Јован Стерија Поповић, „Родољупци“, режија Слободан Унковски;
- гроф од Кента, Вилијам Шекспир, „Краљ Лир“, режија Љубиша Ристић;
- Срђа Злопоглеђа, Александар Поповић, „Бела кафа“, режија Бранко Плеша;
- Аца Ковачев, Милош Николић, „Ковачи“, режија Бранислав Мићуновић;
- Кир Јања, Јован Стерија Поповић, "Кир Јања“, режија Љубослав Мајера;
- ујка Васа, Бранислав Нушић, „Госпођа министарка“, режија Б. Поповић;
- Благоје Бабић, Љубомир Симовић, „Путујуће позориште Шопаловић“, режија Егон Савин;
- кум Света Милосављевић, Александар Поповић, „Мрешћење шарана“, режија Егон Савин;
- Јанко Савски, Душан Ковачевић, „Сабирни центар“, режија Љубослав Мајера;
- Дорн, Антон Павлович Чехов, „Галеб“, режија Жанко Томић;
- Софокле, „Цар Едип“, режија Љубиша Ристић;
- Ж. Павловић, „Брада“, режија Раде Шербеџија;
- В. Гомбрович, „Венчање“, режија Марко Каћански;
- Т. Мекнили, „Стендалов синдром“, режија Стефан Саблић;
- др Петар Милин, адвокат, Ђорђе Лебовић, „Раванград“, режија Дејан Мијач;
- Уго Тудешко, Марин Држић, „Дундо Мароје“, режија Радослав Миленковић;
- Трбуљин муж, Милена Марковић, „Наход Симеон“, режија Томи Јанежич;

## Телевизија
- Било, па прошло - серија
- Светозар Марковић - серија
- Стражилово
- Поп Ћира и поп Спира - серија
- Балкан експрес 2 - серија
- Јевреји долазе
- Највише на свету целом - серија
- Зла жена

## Филм
- 1978 - Врхови Зеленгоре
- 1980 - Сплав медузе
- 1981 - Широко је лишће
- 1982 - Недељни ручак
- 1986 - Miss
- 1990 - Секс - партијски непријатељ бр. 1
- 2004 - Добро јутро малигна ћелијо

## Неке награде и признања
- више награда на Сусрету позоришта Војводине
- годишња награда СНП-а
- награда за глуму на Вршачкој позоришној јесени за улогу Кир Јање, у истоименој представи, 1993. године
- Статуета слободе на „Слободарским свечаностима у Младеновцу за улогу Кир Јање, 1993. године
- Стеријина награда за улогу кума Свете Милосављевића у представи „Мрешћење шарана“, 1997. године[2]